# Museo Municipal Carmen Funes

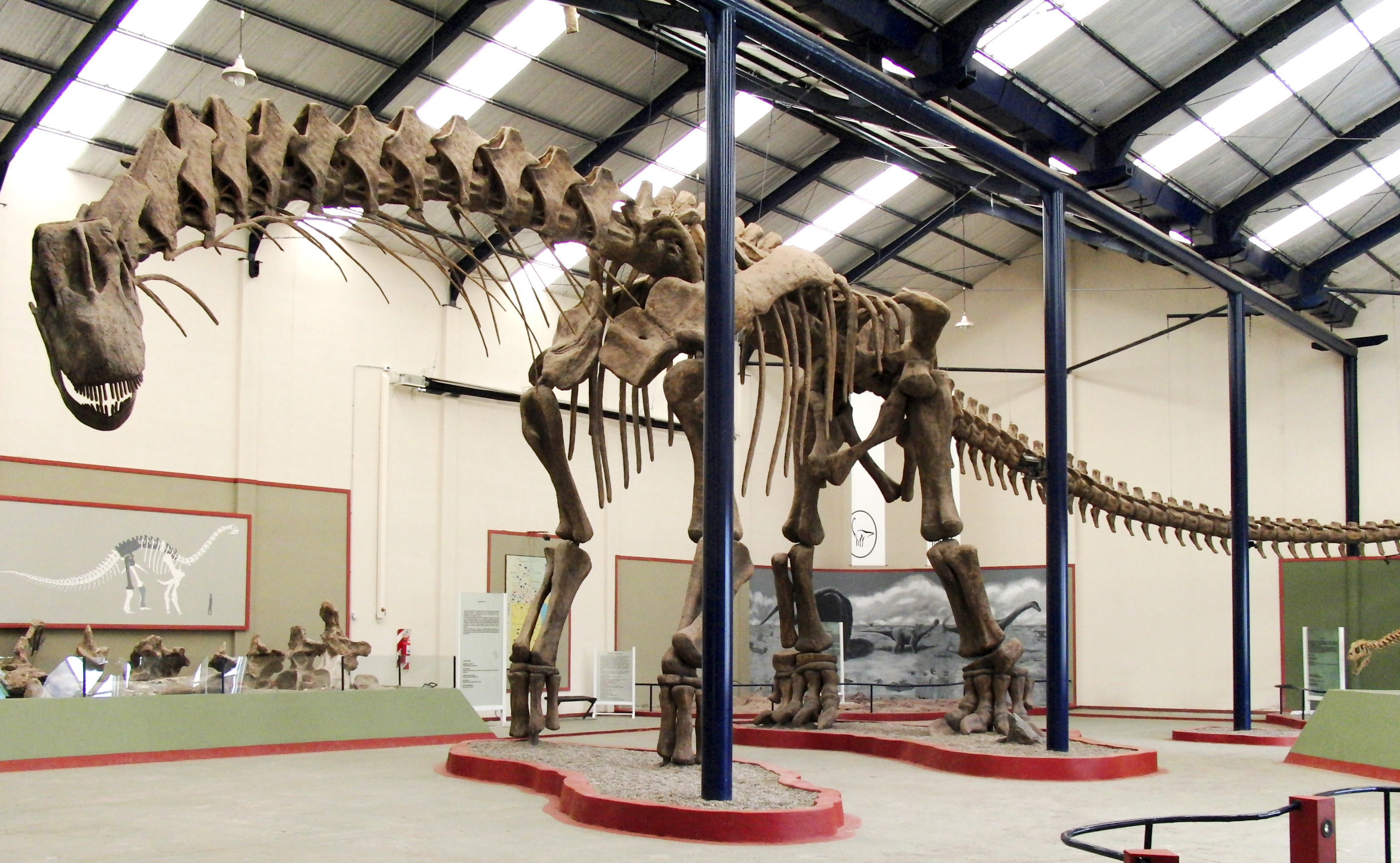
Rekonstruktion des Argentinosaurus huinculensis im Museo Municipal Carmen Funes

Das Museo Municipal Carmen Funes in Plaza Huincul in der Provinz Neuquén, Argentinien ist ein 1984 gegründetes, für seine Dinosaurierexponate bekanntes Naturkundemuseum, insbesondere für eine Replik und Knochen des Argentinosaurus huinculensis (gefunden 1989 acht Kilometer östlich der Stadt), des größten je gefundenen Sauropoden. Das Museum wurde von dem Paläontologen Rodolfo Coria gegründet und nach Carmen Funes benannt.
Die Provinz Neuquén in Patagonien, in der das Museum liegt, ist nicht nur für ihre Ölfunde, sondern auch als ergiebigste Dinosaurier-Fundstelle Südamerikas bekannt. Hier wurde 1883 auch der erste Dinosaurier in Südamerika gefunden.
Weitere Exponate sind die ersten bekannten Sauropoden-Embryos, die in Patagonien (Auca Mahuevo) in einem fossilen Gelege gefunden wurden, das auf mindestens 1 km² aus tausenden von versteinerten Eiern bestand, von denen fast 40 Stück Fragmente embryonalen Gewebes enthielten. Außerdem findet sich eine Replik von Giganotosaurus carolinii, dem größten je gefundenen Raubsaurier aus dem Jahr 1993, der im Stadtmuseum von Villa El Chócon ausgestellt ist. Coria war der Ausgräber des Giganotosaurus. Er war auch einer der beiden Erstbeschreiber (mit José Fernando Bonaparte) von Argentinosaurus. Zudem ist eine Replik des größten jemals in Südamerika gefundenen Ichthyosauriers ausgestellt (Caypullisaurus bonapartei).
Im Museum sind ebenfalls Exponate zur Heimatgeschichte, Völkerkunde und Archäologie zu sehen.